# Bianca 27
Bianca 27 er en danskbygget og danskkonstrueret sejlbåd på 27 fod, godt otte meter.
Bianca 27 blev konstrueret i 1964–65 af skibsingeniør Svend Aage Leth Christensen (f. 1933). Hans træbåds-konstruktion, Peti, kan ses som et slags forstudie til Bianca 27. Sammen med sin bror, bådebygger Holger Leth Christensen (f. 1934) grundlagde Svend Aage Leth Christensen Bianca Yacht i Rudkøbing i Langelandsbanens tidligere remise. Brødrene var sammen med værkfører Per Munch blandt pionererne i dansk bådebygning i den danske branches dengang nye materiale, polyesterarmeret glasfiber. Bianca 27 blev således den første danskkonstruerede glasfiberbåd fremstillet i store serier. Bianca 27 blev produceret i mere end ti år, og det samlede antal byggede både er på omkring 530. Bianca 27 er stadig en populær og stabil lystbåd. Selvom skrog og overbygning er af glasfiber, har båden masser af træ i sig.
Bianca 27 har bevist sin sødygtighed ved mange sejladser på de store have. Den svenske forfatter Milo Dahlman har skrevet bogen Min drøm om havet om sin alenesejlads i en Bianca 27 tværs over Atlanterhavet.
Bianca Yacht i Rudkøbing drives i dag i den gamle for længst udvidede remise af Holger Leth Christensens søn, bådebygger Anders Leth Christensen som værft med service og reparation. 
Sommeren 2009 arrangerede bianca27.net i samarbejde med Svendborg Classic Regatta en Bianca 27-dag i Rudkøbing med op mod 30 deltagende fartøjer fra tre lande. Bianca27.net holder to årlige træf for Bianca 27-sejlerne.
Bianca 27-sejlerne forenet i Bianca27.net markerede i august 2016 bådens 50 års jubilæum. Det skete med et træf i Rudkøbing med deltagelse af omkring 30 Bianca 27-sejlbåde fra Danmark og Tyskland. Jubilæumsarrangemenet omfattede bl.a. et besøg på Bianca Yacht og samvær omkring historiske foredrag, film og billeder.

## Eksterne kilder
- Bianca Yacht
- Bianca 27 hjemmeside.